# Амброзетти, Массимо
Массимо Амброзетти (итал. Massimo Ambrosetti) — итальянский дипломат. Посол Италии в Китае (с 2023).

## Биография
Окончил юридический факультет Падуанского университета. 
Является магистром наук в области международных отношений Колледжа Магдалины Кембриджского университета, магистром наук международного права в области прав человека Нового колледжа Оксфордского университета.
Является доктором семи свободных искусств Джорджтаунского университета.
Получил степень доктора философии в области международной политики в колледже Магдалины. Областью исследований являлся современный Китай и его возрастающее влияние в международной системе.
С марта 1991 года работал в азиатском отделе Генерального директората по экономическим делам МИД Италии. Занимался отношениями с Китаем.
С 1994 по 1999 год являлся заместителем директора экономического и торгового офиса посольства Италии в Пекине.
С 1999 по 2002 и с 2013 по 2018  год являлся членом постоянной делегации Италии в НАТО (Брюссель). 
В 2001 году получил дипломатический ранг советника.
С 2002 по 2006 год работал в отделе по отношениям с парламентом Италии кабинета министра иностранных дел Италии.
С 2006 по 2010 год являлся первым советником посольства Италии в США (Вашингтон). 
С марта 2011 по 2013 год работал в Совете министров Италии.
В январе 2013 года получил ранг посланника.
Посол Италии в Панаме (октябрь 2018 — апрель 2022). Одновременно являлся послом Италии в Сент-Китс и Невис, Гаити, Антигуа и Барбуда. С марта 2011 года также являлся послом Италии на Барбадосе, в Доминике, Гренаде, Гайане, Сент-Люсии, Сент-Винсенте и Гренадины, Тринидаде и Тобаго, Ассоциации Карибских островов, Карибском сообществе, Карибском форуме.
С апреля 2022 года являлся директором по международным стратегическим отношениям Агентства по кибербезопасности Италии.
Посол Италии в Китае (с 16 мая 2023).
Владеет английским, французским, испанским языками.

## Награды
- Командор Ордена «За заслуги перед Итальянской Республикой» (2013)